# Bonnes (Charente)
Bonnes – miejscowość i gmina we Francji, w regionie Nowa Akwitania, w departamencie Charente.
Według danych na rok 1990 gminę zamieszkiwało 341 osób, a gęstość zaludnienia wynosiła 23 osób/km² (wśród 1467 gmin regionu Poitou-Charentes Bonnes plasuje się na 678. miejscu pod względem liczby ludności, natomiast pod względem powierzchni na miejscu 592.).